# وویچیخ اونولت
وویچیخ اونولت (لهستانی: Wojciech Unolt) – یک دیپلمات، مترجم و خبرنگار لهستانی است.

## زندگی‌نامه
اونولت یک مترجم ادبیات انگلیسی زبان می‌باشد. در زمان جمهوری خلق لهستان با نشریات کاتولیکی همکاری می‌کرد. دبیری در ماهنامه «در راه» (لهستانی: W Drodze) بود. از سال ۱۹۹۰ میلادی همکار روزنامه نشریه رومانو ([L’Osservatore Romano] Error: {{Lang-xx}}: متن دارای نشانه‌گذاری ایتالیک است (راهنما)). سپس، عضوی در خدمات دیپلماتیک گشت. از سال ۲۰۰۲ در سفارت لهستانی در رم که در آنجا از سال ۲۰۰۶ سخنگوی سفارت بود. از۲۰۰۸ تا ۲۰۱۴ معاون سفیر جمهوری لهستان در ایتالیا بود. از اوت ماه ۲۰۱۸ - ژوئن ۲۰۱۹ کاردار لهستان در ایران می‌باشد.

## ترجمه‌ها
- Obłok niewiedzy [Cloud of unknowing], Poznań: "W Drodze", 1986, 2001, 2015, ISBN 83-7033-319-2
- Stuart Olyott, Nie lękajcie się samotności [Dare to stand alone. 1982], Poznań: Wydawnictwo Ewangeliczne, 1991, ISBN 83-00-02455-7.
- Simon Tugwell, Osiem błogosławieństw: rozważania nad tradycją chrześcijańską [Reflections on the beatitudes: soundings in Christian traditions, 1980], Poznań: "W Drodze", 1986, 1999, ISBN 83-7033-204-8.
- Grzegorz Gałązka, Robert Moynihan, Jan Paweł II: sługa sług Bożych, Roma: A.T.S. Italia: Inside the Vatican, 1996, ISBN 88-86542-33-X.
- Anna A. Terruwe, Conrad W. Baars, Integracja psychiczna: o nerwicach i ich leczeniu [Physic wholeness and healing: using all the powers of the human psyche, 1981], 1987, 1989, 2002, ISBN 83-7033-415-6.
- Thomas More, Pisma więzienne, Warszawa: Państwowy Instytut Wydawniczy, 1985, 2017, ISBN 978-83-06-03403-5.